# 舍加爾卡區

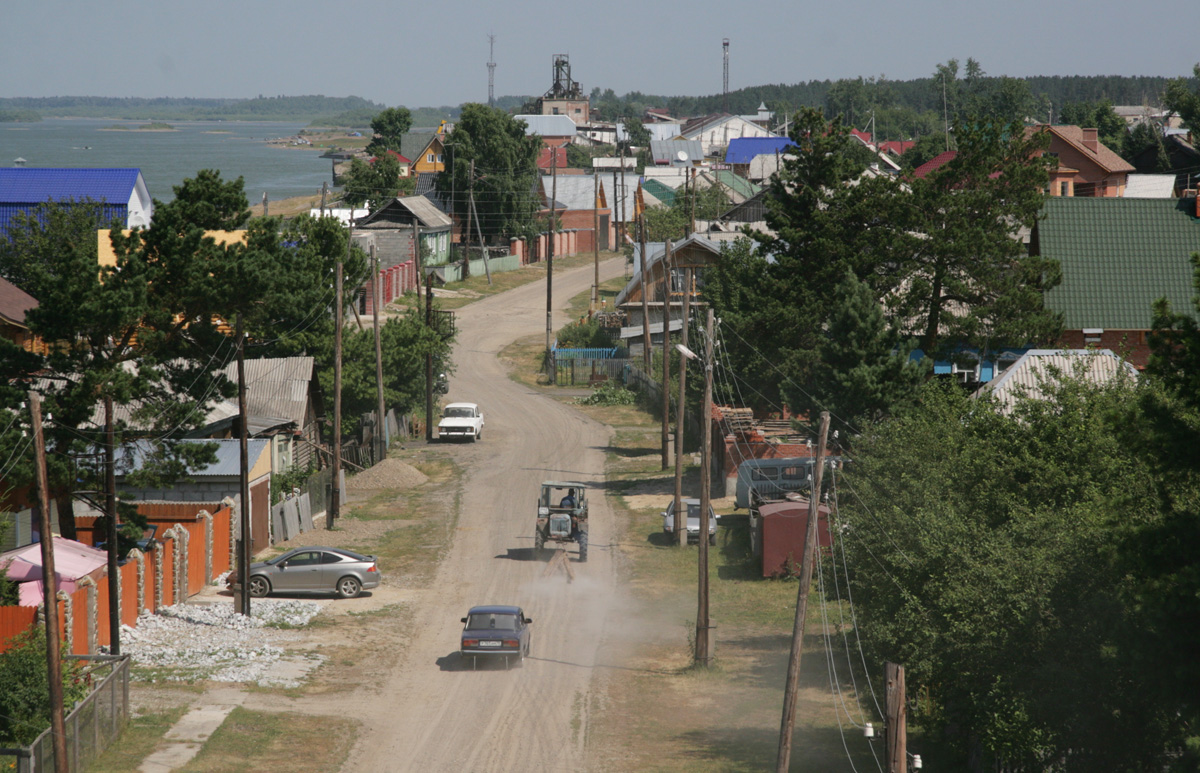

56°33′N 84°04′E / 56.550°N 84.067°E
舍加爾卡區（俄语：Шегарский район），是俄羅斯的一個區，位於該國中南部，由托木斯克州負責管轄，面積5,029.54平方公里，2010年人口20,306，人口密度每平方公里4.04人。